# 司馬照
司马照（?—?），西晋宗室，司马昭曾孙，齐王司馬攸之孙，东莱王司马蕤之子。
永兴元年（302年）十二月，司马照的叔父齊王司马冏下狱被害，其子司马几、司馬冰、司馬超、司馬英都被囚禁在金墉城，封司馬照为齐王。太安二年（303年）四月复封司马冏之子司馬超为齐王。司馬照后事不详。
| 前任： 司馬冏 | 晋朝齐王 302年－303年 | 繼任： 司馬超 |